# Bocula moorei
Bocula moorei là một loài bướm đêm trong họ Noctuidae.